# In den Wind geschrieben
In den Wind geschrieben ist ein US-amerikanischer Spielfilm aus dem Jahre 1956. Das Melodram unter der Regie von Douglas Sirk basiert auf dem Roman In den Wind geschrieben (Originaltitel: Written on the Wind) von Robert Wilder.

## Handlung
Die Familie Hadley aus Texas ist durch Öl schwer reich geworden. Vater Jasper Hadley ließ seine Kinder gemeinsam mit Mitch Wayne, dem Sohn  eines Freundes, aufwachsen. Mitch Wayne kommt aus ärmeren Verhältnissen als die Hadley-Kinder Kyle und Marylee. Kyle ist ein notorischer Trinker und Playboy. Marylee, die seit der Kindheit in Mitch verliebt ist, ihn aber nicht bekommen kann, führt ein flatterhaftes Leben. Mitch ist hingegen ein reifer und verantwortungsbewusster Mann, der sich immer als „großer Bruder“ um die Familie und das Unternehmen kümmert.
Kyle lernt gemeinsam mit Mitch die Sekretärin Lucy Moore kennen. Beide verlieben sich in sie. Kyle drängt sich vor Mitch und will Lucy zunächst verführen, doch als sie ihn zurückweist, heiratet er sie vom Fleck weg. Er ist sehr glücklich und schafft es sogar, ein Jahr lang nicht zu trinken. Der alte Hadley erleidet aber derweil, durch die Leichtlebigkeit seiner Tochter bekümmert, einen schweren Herzinfarkt und stirbt.
Kyle sehnt sich nach einem Kind. Als dies zunächst nicht klappt, lässt er sich mit Lucy ärztlich untersuchen. Obwohl die Tests noch nicht abgeschlossen sind, steigert sich Kyle in den Gedanken hinein, dass er zeugungsunfähig sei, was dazu führt, dass er wieder zu trinken beginnt. Mitch dagegen liebt Lucy weiterhin und beschließt, für ein anderes Ölunternehmen in den Iran zu gehen. Die eifersüchtige Marylee redet ihrem Bruder ein, dass Mitch ein Verhältnis mit Lucy habe. Als diese dann doch von Kyle schwanger wird, glaubt dieser, dass Mitch der Vater sei. In betrunkenem Zustand schlägt er Lucy, die daraufhin eine Fehlgeburt erleidet. Mitch wirft ihn aus dem eigenen Haus und droht im Zorn, ihn umzubringen.
Der völlig betrunkene Kyle kommt nachts zurück, um Mitch umzubringen. Er erfährt allerdings von Mitch, dass er tatsächlich der Vater des Kindes von Lucy gewesen sei. Marylee versucht, ihrem Bruder die Waffe zu entwenden. Dabei löst sich ein Schuss, der Kyle tötet.
Es kommt zu einer Zeugenanhörung vor Gericht. Mitch steht wegen seiner Drohungen unter dem Verdacht, Kyle umgebracht zu haben. Marylee hatte Mitch angedroht, sollte er sie nicht heiraten, würde sie ihn vor Gericht belasten. Sie besinnt sich jedoch eines Besseren und gesteht vor Gericht die Wahrheit. Der Liebe zwischen Mitch und Lucy steht nun nichts mehr im Wege. Die beiden gehen zusammen fort, und die verzweifelte Marylee bleibt allein im jetzt leeren Haus ihrer Familie zurück.

## Hintergrund
Eigentlich wollte Rock Hudson die Rolle des Kyle Hadley spielen, aber das Studio fürchtete um das Image seines Stars und gab so die Rolle an Robert Stack. Dorothy Malone, die bis zu diesem Zeitpunkt in den meisten Fällen nur unschuldige junge Frauen gespielt hatte, ließ sich für den Film die Haare blond färben und wechselte mit der Rolle der nymphomanischen Marylee ihr Image.
In der Spielzeit 2011/12 lief im Centraltheater Leipzig das Stück Der Traum von Hollywood von  Clemens Meyer, in welchem zwei Handlungsstränge parallel erzählt werden. Die Geschichte der Familie Hadley wird neben die Verwicklungen der Protagonisten gehalten.

## Synchronisation
Die Synchronfassung entstand 1957 bei Berliner Synchron unter Regie von Volker Becker nach einem Dialogbuch von Fritz A. Koeniger.
| Rolle                   | Schauspieler    | Dt. Synchronstimme    |
| ----------------------- | --------------- | --------------------- |
| Mitch Wayne             | Rock Hudson     | Gert Günther Hoffmann |
| Lucy Moore Hadley       | Lauren Bacall   | Ursula Traun          |
| Kyle Hadley             | Robert Stack    | Hans Dieter Zeidler   |
| Marylee Hadley          | Dorothy Malone  | Inge Landgut          |
| Mr. Jasper Hadley       | Robert Keith    | Hans Hessling         |
| Biff Miley              | Grant Williams  | Herbert Stass         |
| Dan Willis, Barmann     | Robert J. Wilke | Arnold Marquis        |
| Mr. Wayne, Mitchs Vater | Harry Shannon   | Alfred Haase          |
| Dr. Paul Cochrane       | Edward Platt    | Klaus Miedel          |
| Roy Carter              | John Larch      | Hans W. Hamacher      |

## Kritiken
Ähnlich wie die meisten Filme von Sirk wurde Written on the Wind von Kritikern der 1950er-Jahre nur wenig begeistert aufgenommen. So kritisierte Bosley Crowther in der New York Times vom 12. Januar 1957, dass die Komplikationen zwischen den Charakteren niemals klar seien, außerdem würden die Schauspielleistungen von Stack und Malone absurd sein. Durch die Neubewertung von Sirks Werk ab den 1960ern fand der Film aber in späteren Jahren Zuspruch von Filmkritikern. Bei Rotten Tomatoes fallen 87 % von 31 Kritiken positiv aus.

„Mit einem sensiblen Gespür für menschliche Untiefen und schwierige Beziehungskonstellationen ist Douglas Sirk hier eine packend-pathologische Familiengeschichte mit einer für die 1950er Jahre erstaunlich tiefschichtigen Perspektive gelungen. Mit seiner blumigen bis beinahe schrillen Farbästhetik, seinem hervorragend agierenden Ensemble und seinen symbolträchtigen Bildkompositionen überzeugt "In den Wind geschrieben" als für die damalige Zeit innovativ inszeniertes, melancholisches Melodram, dessen brisante Thematik auch heute noch brennend aktuell ist.“

„Effektvolle Kolportage in luxuriöser Kulisse; die vorgebliche Tragik des Melodrams ist jedoch wenig glaubhaft.“

„Douglas Sirks Familiengemälde von 1956 ist mit dem Spachtel gemalt. Überschwänglich sind die Gesten, jeder Dialog eine Lebensbeichte, Farben schreien dich an. Aber Written on the Wind gehört zum Besten, was das Hollywood-Melodram der 50er-Jahre zu bieten hatte.“

Frieda Grafe meint, Sirks Kritik ziele nicht auf die Kinder der Reichen, sondern auf die „beiden berechnenden Normalen“, die Bacall und Hudson spielen. Zu begreifen, dass diese die eigentlichen negativen Figuren seien, sei „Sirks Herausforderung an sein Publikum, dessen Identfikationsneigungen und -gewohnheiten er damit empfindlich stört.“ Sirks Hass an Amerika gelte weniger den „ganz Reichen, sondern den Wohlsituierten, die die Utopie von freiheitlicher Selbstentfaltung in kleinliches Erfolgsdenken umgemünzt haben.“ Sirk selbst bestätigte diese Lesart und erklärte in einem Interview, das „Herz des Regisseurs in diesem Film“ sei bei den „zwei wunderbaren Nichtsnutzen“ gewesen.

## Auszeichnungen
Dorothy Malone erhielt 1957 einen Oscar für ihre Darstellung der Marylee Hadley in der Kategorie „Beste Nebendarstellerin“. Ebenfalls nominiert waren Robert Stack als Bester Nebendarsteller sowie Victor Young und Sammy Cahn für den Besten Filmsong (der am Anfang des Filmes zu hörende Song Written on the Wind).